# Ема Марчегаља
Ема Марчегаља (итал. Emma Marcegaglia; Мантова, 24. децембар 1965) једна је од највећих предузетница Италије и прва и најмлађа жена која је постала председник италијанске Конфиндустрије.
Рођена је у Мантови 24. децембра 1965. године.
Завршила је математичку гимназију у свом родном граду, а дипломирала је економију на престижном факултету Бокони (итал. Bocconi) 1989. године.
После завршетка факултета живела је скоро годину дана у САД и завршила мастер у Њујорку, а потом се вратила у Италију и почела да ради у породичној фирми .
Удата је за инжењера и има једну ћерку, која се зове Гаја.
Ема Марчегаља је такође председница приватног универзитета Луис Гуидо Карли (итал. Luiss Guido Carli).
Активна је и у политичком животу италијанске државе и неколико пута била је и у сукобу са италијанском владом због економске политике.